# Upton (Somerset West and Taunton)
Upton är en ort och  civil parish i Storbritannien.   Den ligger i grevskapet Somerset och riksdelen England, i den södra delen av landet, 240 km väster om huvudstaden London.